# Hans-Joachim von Oertzen
Hans-Joachim Adolf Ludwig Arndt von Oertzen (* 11. Oktober 1925 in Berlin; † 3. Juni 2005 in Greifswald) war ein deutscher Verwaltungsjurist, juristischer Autor und Wildtierfotograf.

## Leben
Hans-Joachim von Oertzen wurde in Berlin geboren und ist Angehöriger des mecklenburgischen Adelsgeschlechtes Oertzen mit slawischem Ursprungs, welches in Mecklenburg zum Eingebornenen Adel (Uradel) gezählt wird. Er war der Sohn des Hans Ulrich Karl Bogislaw von Oertzen-Briggow (* 1891 in Briggow; † 1970 in Bonn) und Anni Jeannette Konstanze Josephine  von Schwerin (* 1893 in Hohen-Brünzow). Die Tante des Hans-Joachim von Oertzen, Adelheid von Oertzen-Briggow, war mit Heinrich Wienhaus verheiratet, Otto Wienhaus ist sein Cousin. Oertzen ist in seiner Jugend auf Schloss Wustrau, bekanntgeworden durch Theodor Fontane, aufgewachsen.
Er studierte Rechtswissenschaften, leistete seinen Referendarsdienst ab und trat in den Bundesdienst als Verwaltungsjurist ein. Er wurde als Ministerialdirigent im Bundesministerium des Innern in den Ruhestand versetzt. Oertzen war mit Ina von Below (* 1936 in Reddentin) verheiratet, Tochter der Marie-Luise Schönbeck und des pommerschen Gutsbesitzers Gerd von Below-Reddentin. Das Ehepaar hat drei Töchter und zwei Söhne.
Oertzen veröffentlichte zahlreiche Urteilsbesprechungen im Bereich des Verwaltungsrechtes, Fachaufsätze in Fachzeitschriften und Festschriften, Rezensionen zu Fachbüchern. Besonders nennenswert ist indessen der von ihm zusammen mit Konrad Redeker verfasste und herausgegebene Gesetzeskommentar zur Verwaltungsgerichtsordnung, der als Standardkommentar auf dem Gebiet gilt und weiterhin unter seinem Namen in Neuauflagen herausgegeben wird.
Hans-Joachim von Oertzen bekam im Februar 1991 das Verdienstkreuz 1. Klasse des Verdienstordens der Bundesrepublik Deutschland verliehen.
Nach seiner Pensionierung wandte er sich der Wildtierfotografie zu und veröffentlichte auch Bücher zur mecklenburgischen und vorpommerschen Heimatkunde und Reisen.

## Publikationen (Auswahl)
- Verwaltungsgerichtsordnung (seit 1960 regelmäßig in Neuauflagen)
- Konrad Redeker, Hans-Joachim von Oertzen (Hrsg.): Verwaltungsgerichtsordnung: Kommentar. 16. Auflage. Kohlhammer, Stuttgart 2014, ISBN 978-3-17-025397-1.
- Rechtsstaatliche Verwaltung im Aufbau: Sonderbehörden und Einheit der Verwaltung. Nomos Verlag, Baden-Baden 1993. ISBN 3-7-89029-77-7.
- Hans-Joachim von Oertzen und Werner Thieme (Hrsg.): Die kommunale Gebietsreform. Schriftenreihe, Nomos Verlag, Baden-Baden 1980–1987.
- Jagdfieber und Reiselust – unterwegs in Europas Jagdparadiesen 1. Auflage, 1996, ISBN 978-3-8263-84-33-2.; 2. Auflage, 2007, ISBN 978-3-440-10912-0
- Hans Joachim von Oertzen (Hrsg.): Grenzregion zwischen Pommern und Mecklenburg. Vorträge 1999–2000. (=Schriften des Fördervereins Kreisheimatmuseum Demmin. Bd. 2), Helms, Schwerin 2001, ISBN 3-931185-86-9.